# Edelweiss Air
 (novembre 2021).
Pour les articles homonymes, voir Edelweiss (homonymie).
Pour les articles homonymes, voir EDW.
Edelweiss Air SA (code IATA : WK ; code OACI : EDW) est une compagnie aérienne suisse fondée en octobre 1995.

## Histoire

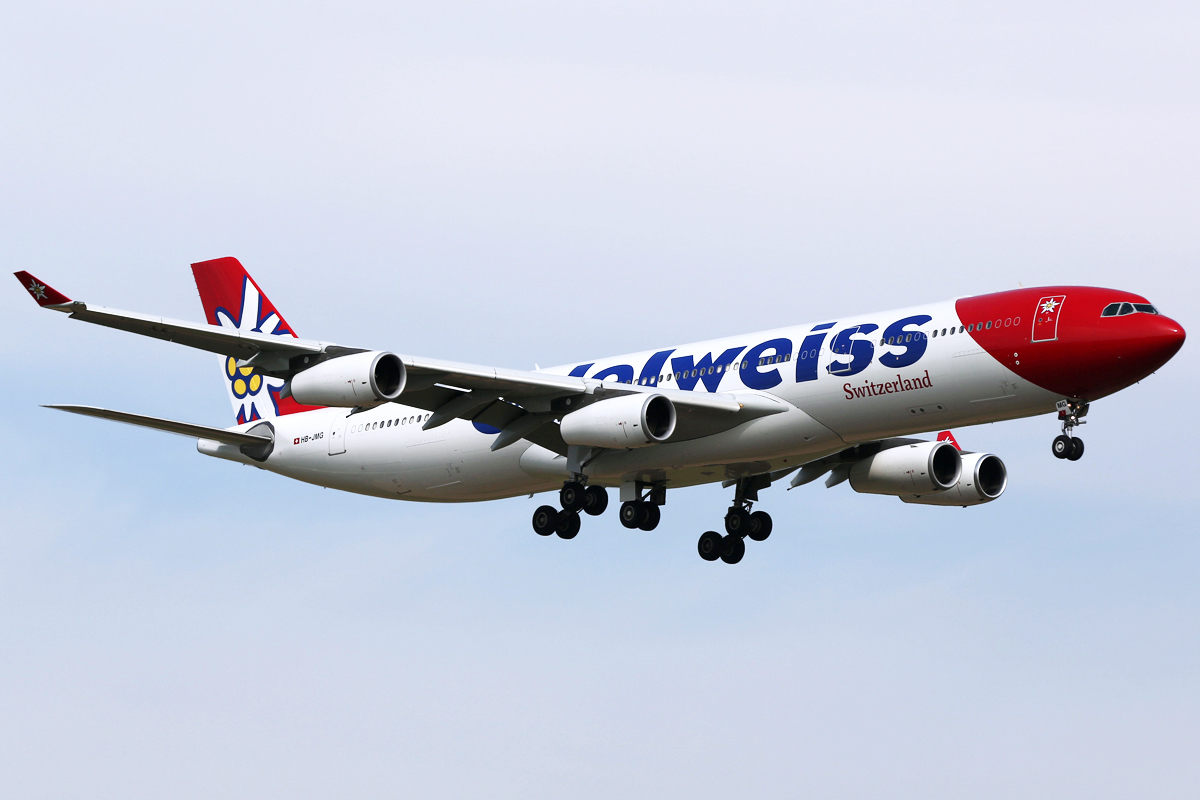
Airbus A340-300 en approche à Zurich.

Jusqu'en 2008, l'intégralité de son capital action était détenu par Kuoni. Le 8 février 2008 un accord de partenariat stratégique a été signé entre le voyagiste et la compagnie Swiss International Air Lines (LX).

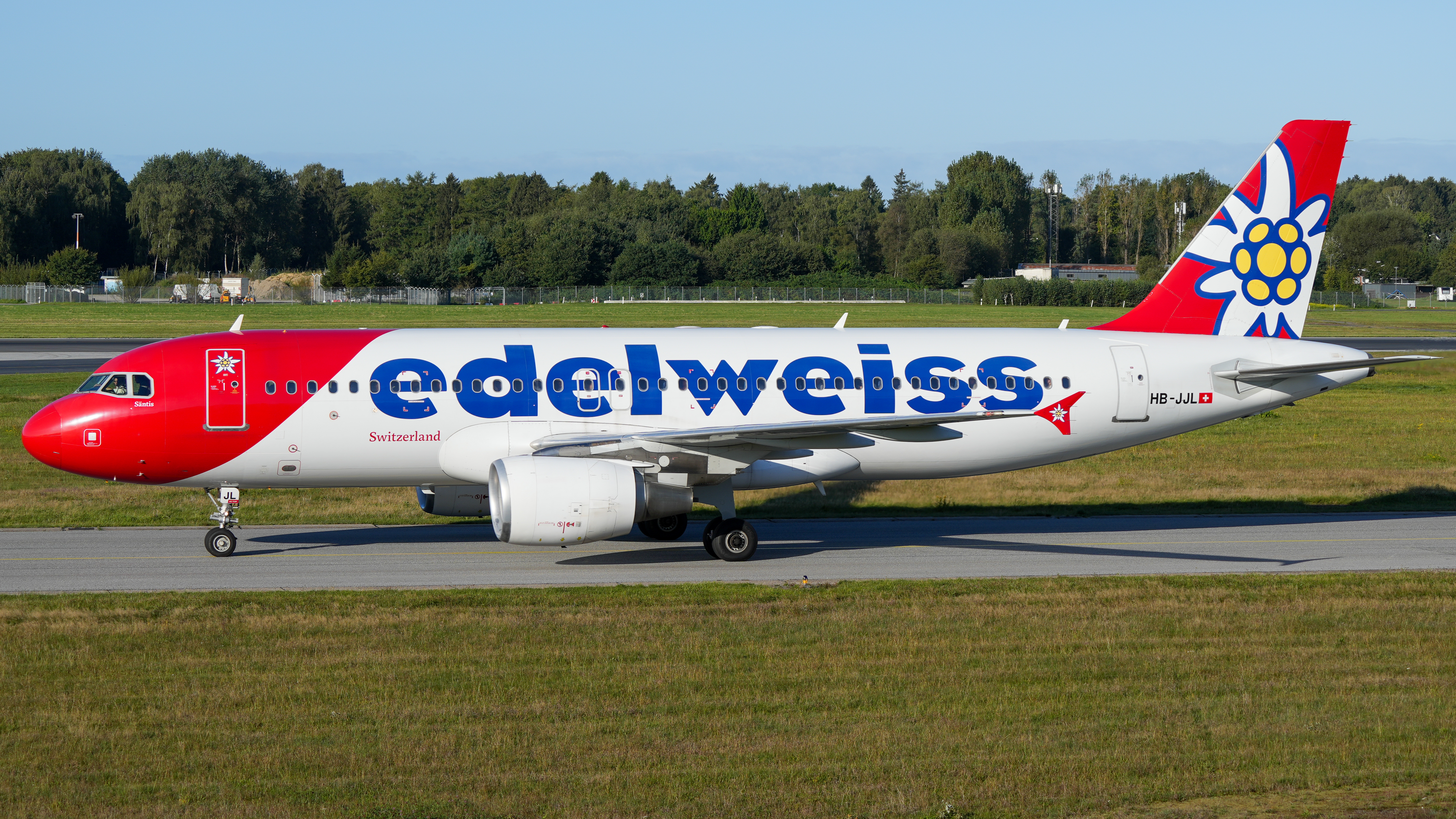
Airbus A320-200 à l’aéroport d’Hambourg.

Swiss Group a racheté la compagnie aérienne pour le compte de Lufthansa et Kuoni pourra proposer toute son offre hôtelière sur le site de Swiss et sur celui d'Edelweiss. Ce contrat est aujourd'hui caduc, vu qu'il avait une durée de cinq ans. 

Edelweiss Air conserve sa propre direction, sa propre flotte et ses équipages.

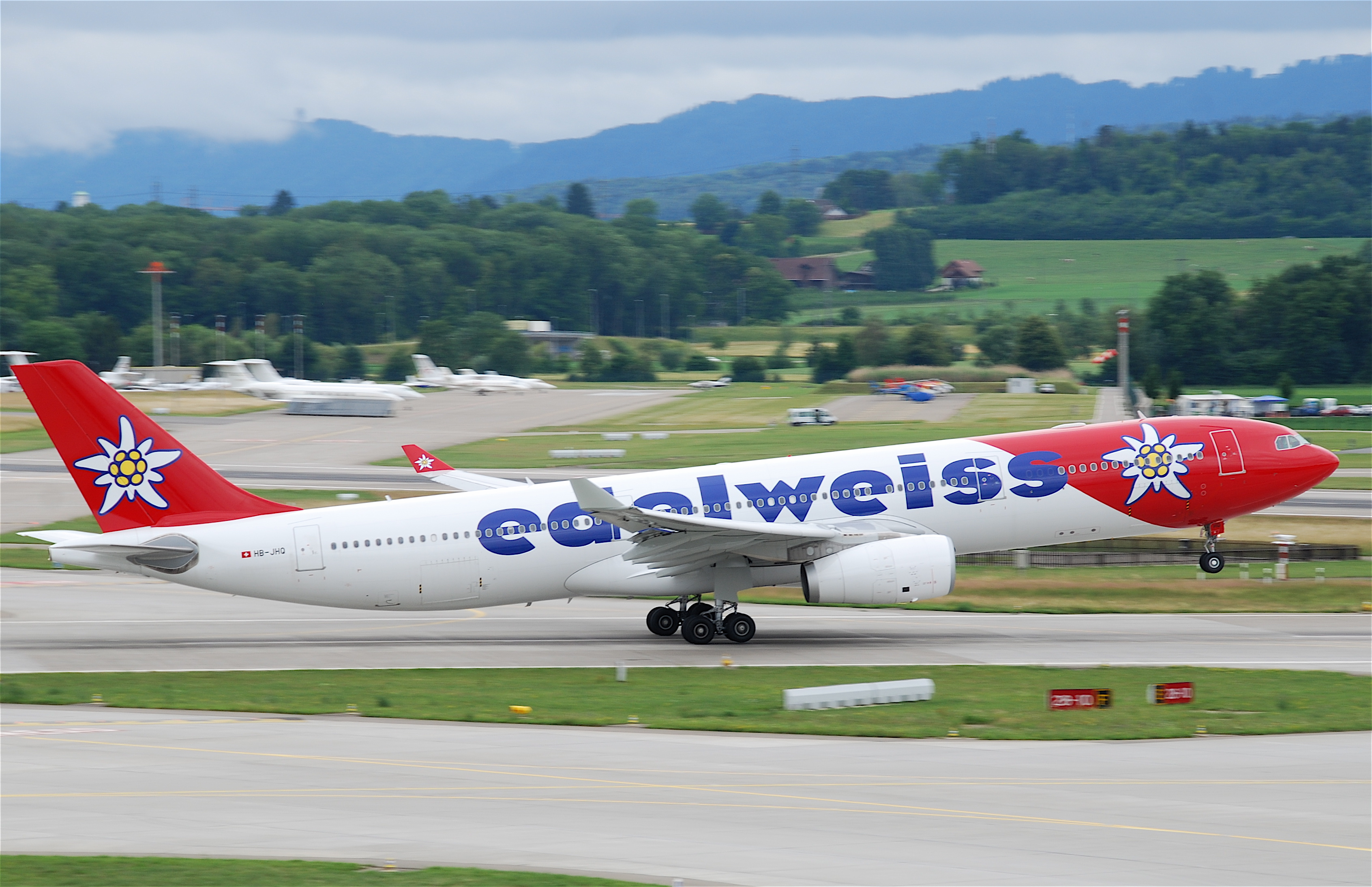
Airbus A330-300 anciennement opéré par la compagnie.

## Flotte
En juin 2025, les appareils suivants sont en service au sein de la flotte d'Edelweiss Air :
| Avion           | En service | Commandes restantes | Sièges (C/Y)    | Immatriculation (nom de l'appareil) | Remarques                                                                                  |
| --------------- | ---------- | ------------------- | --------------- | --- | ------------------------------------------------------------------------------------------ |
| Airbus A320-214 | 14         | —                   | 180 (0/180)     | HB-IHX (Bosco Gurin) / HB-IHY (Blüemlisalp) / HB-IHZ (Kaiseregg) / HB-IJV (Schatzalp) / HB-IJW (Braunwald) / HB-IJU (Corvatsch) / HB-JJL (Säntis) / HB-JJM (Brienzer Rothorn) / HB-JJK (Sorebois) / HB-JJN (Stanserhorn) | Tous les avions sont équipés des nouvelles cabines introduites en novembre 2015            |
| Airbus A340-300 | 5          | _                   | 310 (27/283)    | HB-JMG (Melchsee-Frutt) / HB-JMF (Belalp) / HB-JME (Pilatus) / HB-JMD (Glacier 3000) ; HB-JMC (livré le 10 juillet 2023)                                                                                                 | D’ici à la mi-2027, les cinq Airbus A340-300 seront remplacés                              |
| Airbus A350-900 | 2          | 4                   | 339 (30/63/246) | HB-IHF (Piz Bernina) | Anciens appareils de LATAM, première livraison à l’été 2025. (Remplaceront les 5 a340-300) |
| Total           | 20         | 5                   |                 | |                                                                                            |

Edelweiss exploite également en saison estivale des Airbus A320/321 ou A220-100/300 de Swiss sous forme de wet lease (contrat de location de longue durée où le vol est exploité par Swiss avec un équipage et un avion SWISS pour le compte d'Edelweiss Air).
En juillet 2015 Edelweiss Air annonce qu'elle va racheter 4 Airbus A340-313X à sa compagnie sœur Swiss afin d'agrandir sa flotte et son réseau long-courrier. Les Airbus A340 quittant la flotte de Swiss pour celle d'Edelweiss seront remplacés par des Boeing 777-300ER. Début octobre, Edelweiss reçoit son premier Airbus A340-313X de Swiss et celui-ci est repeint aux couleurs WK et est mis en service quelque temps plus tard sur le réseau européen avant d'enter en service sur les vols long-courrier de la compagnie. Ce premier Airbus A340-313X de la flotte porte l'immatriculation : HB-JMG.
Le deuxième A340 d'Edelweiss est entré en service le 14 avril 2017. Celui-ci ainsi que les A340 à venir, sont et seront déployés sur des destinations tels que Las Vegas, La Havane, Tampa, Rio de Janeiro, Punta Cana, Vancouver, Calgary, Malé, l'île Maurice, et bien sûr les nouvelles destinations "Été 2017" que sont ; Cancún au Mexique, San Diego en Californie et San José au Costa Rica.

En 2025, Edelweiss Air procède au renouvellement de sa flotte long-courrier avec l’arrivée du premier Airbus A350-900,.

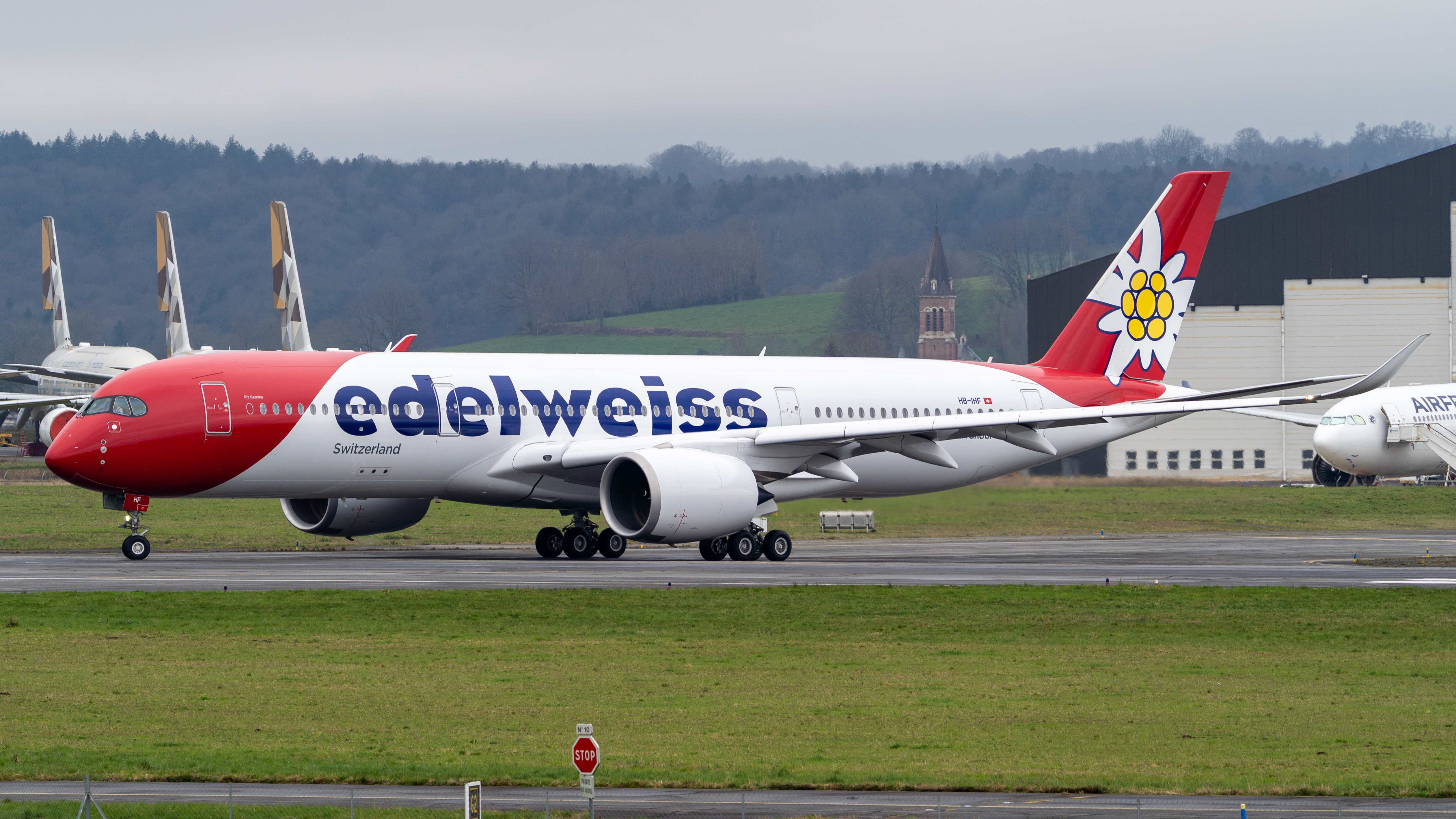
Nouvel Airbus A350-900.

En avril 2025, la flotte d'Edelweiss Air a une moyenne d'âge de 19,4 ans.

### Appareils exploités par le passé

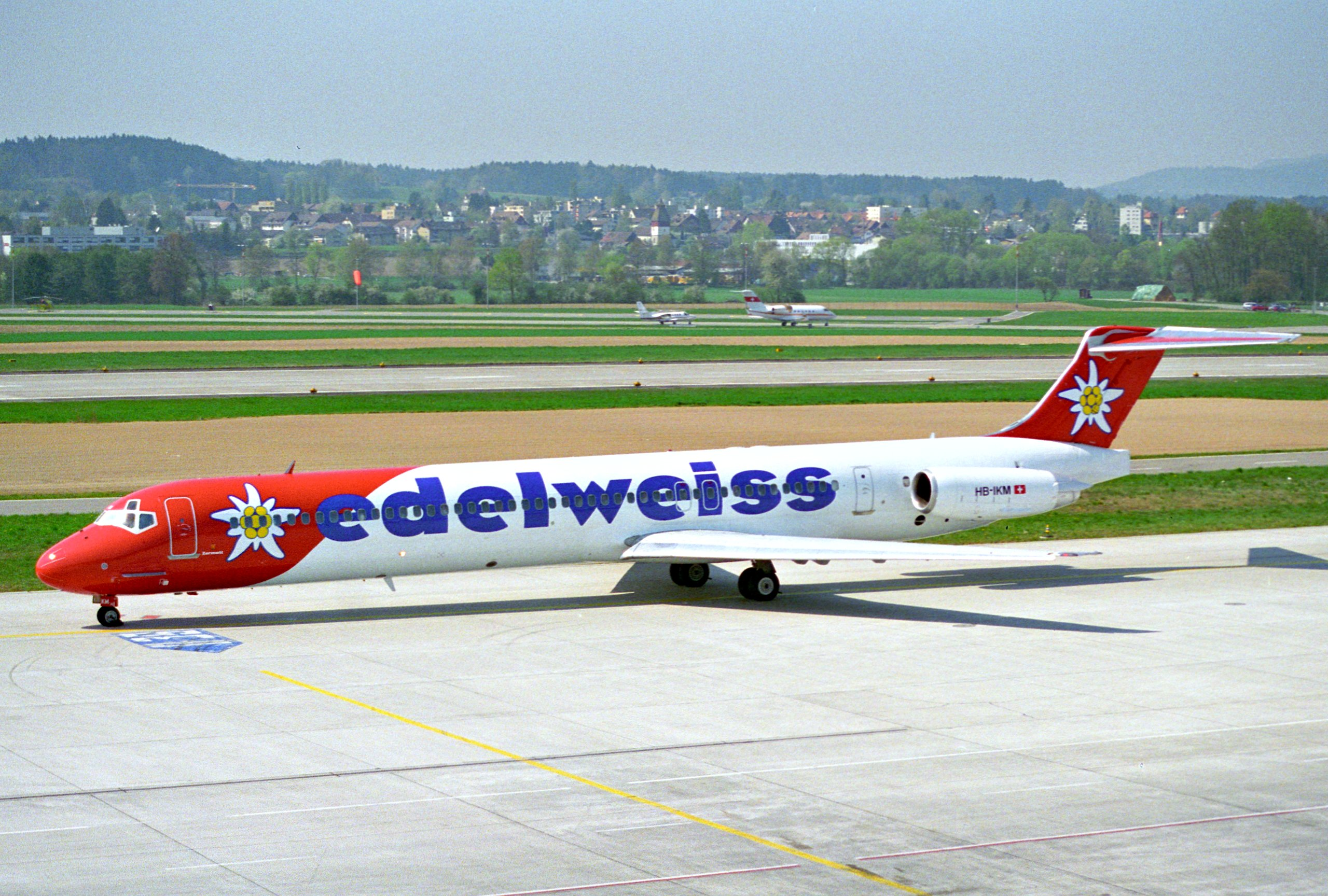
Un MD-83 en 1997.

- Airbus A330-200
- Airbus A330-300
- McDonnell Douglas MD-83

## Galerie de photos

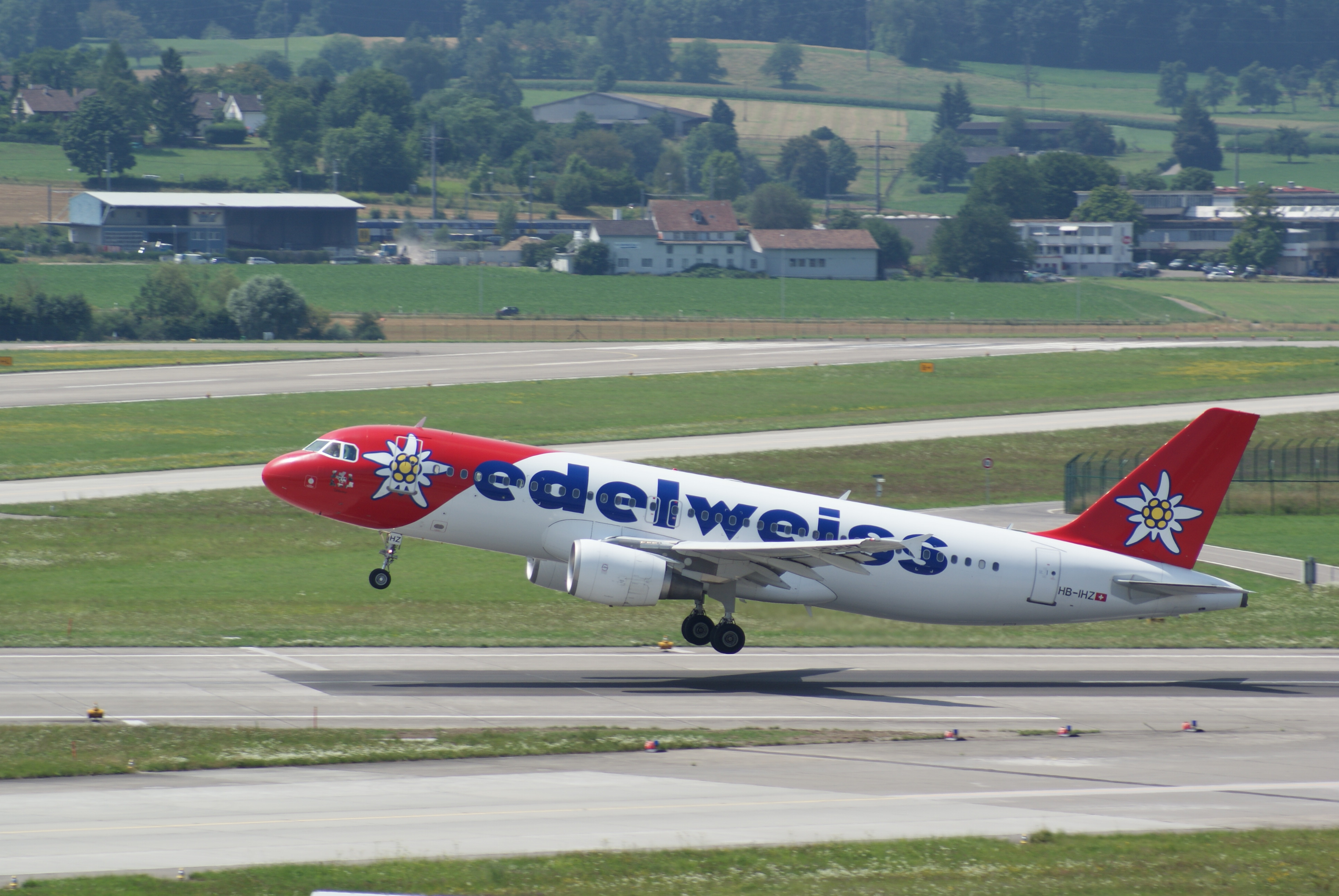
HB-IHZ (A320-214) au décollage.
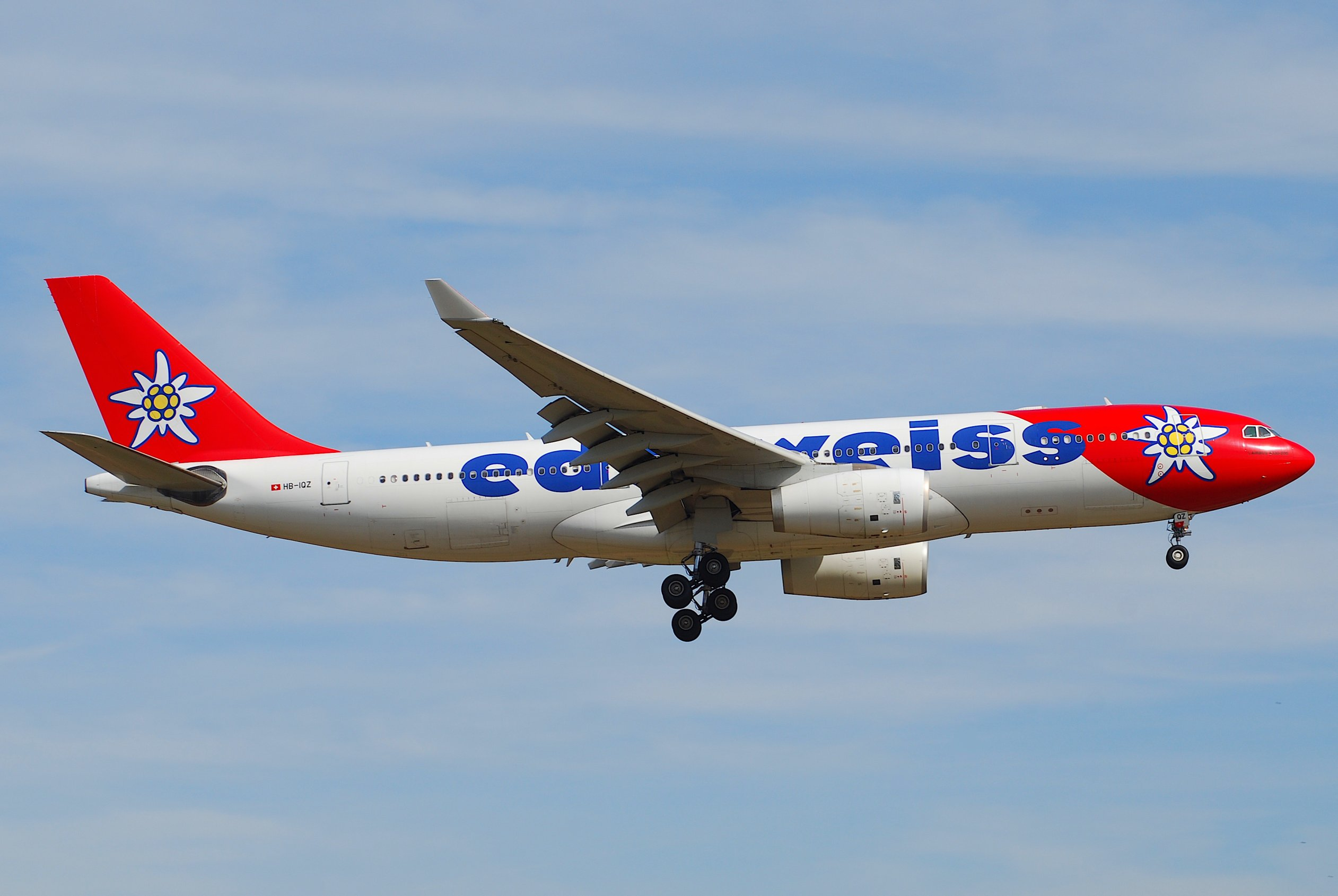
A330-200 (HB-IQZ), en vol. Cet appareil a été retiré de la flotte en novembre 2011. Il a ensuite été transféré à Air Transat.
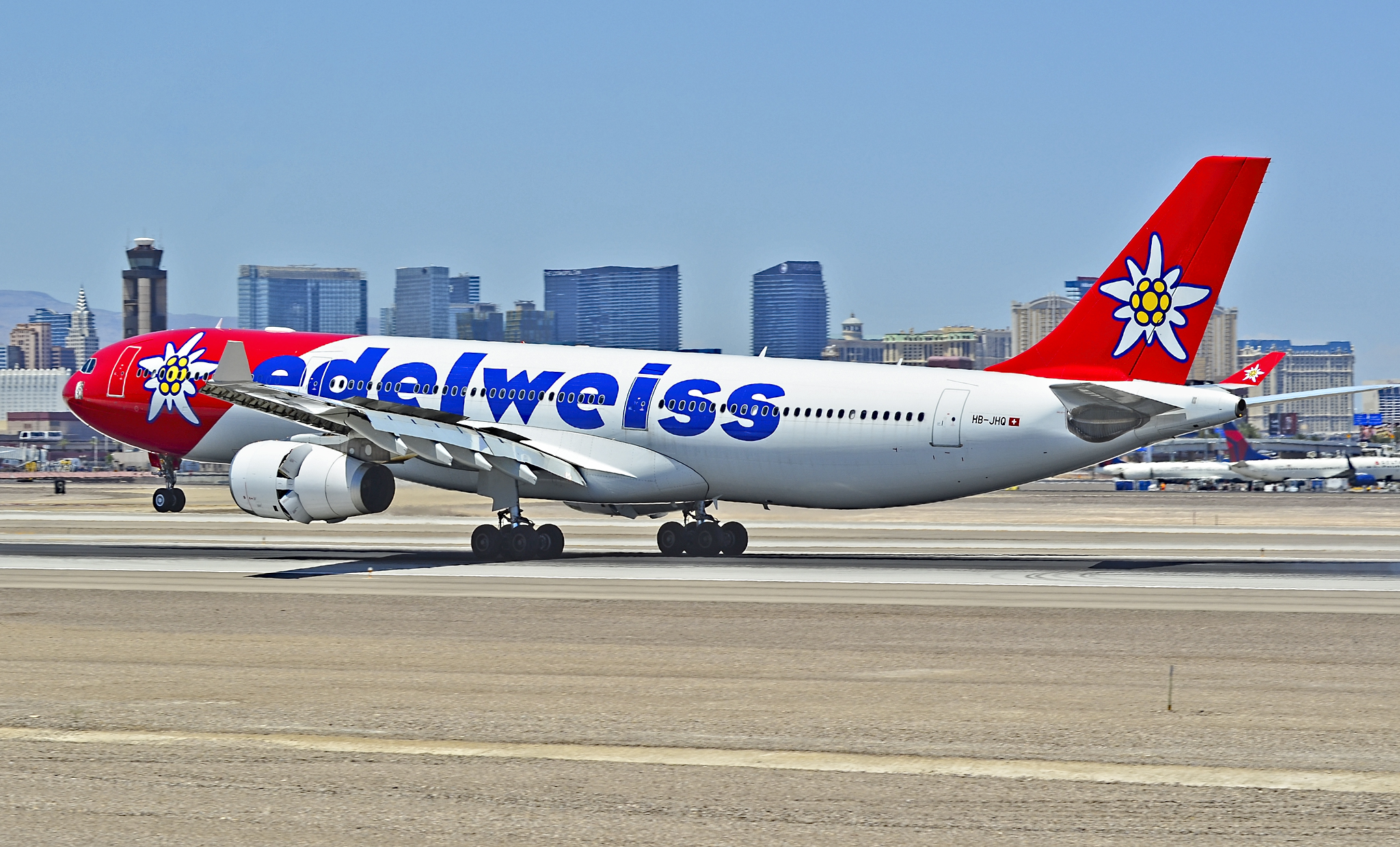
Airbus A330-343.